# Орнитоптера королевы Виктории
Орнитоптера королевы Виктории (лат. Ornithoptera victoriae) — крупная дневная бабочка семейства Парусники.

## Описание
Первый экземпляр этого вида — самка, была описана в 1856 году, из-за быстрого и стремительного полёта, её пришлось подстрелить из ружья мелкой дробью. Самцы встречаются реже — первый был пойман только в 1887 году.
Размах крыльев самцов — до 16 см, самок — до 20 см.. Окраска узких листовидных крыльев самца, отливающая золотым цветом, ярко зелёная, основной фон крыльев бархатисто-чёрный. Окраска крыльев самки состоит из сочетания узора чёрного, кремового и жёлтого цветов.

## Ареал
Соломоновы острова.

## Подвиды

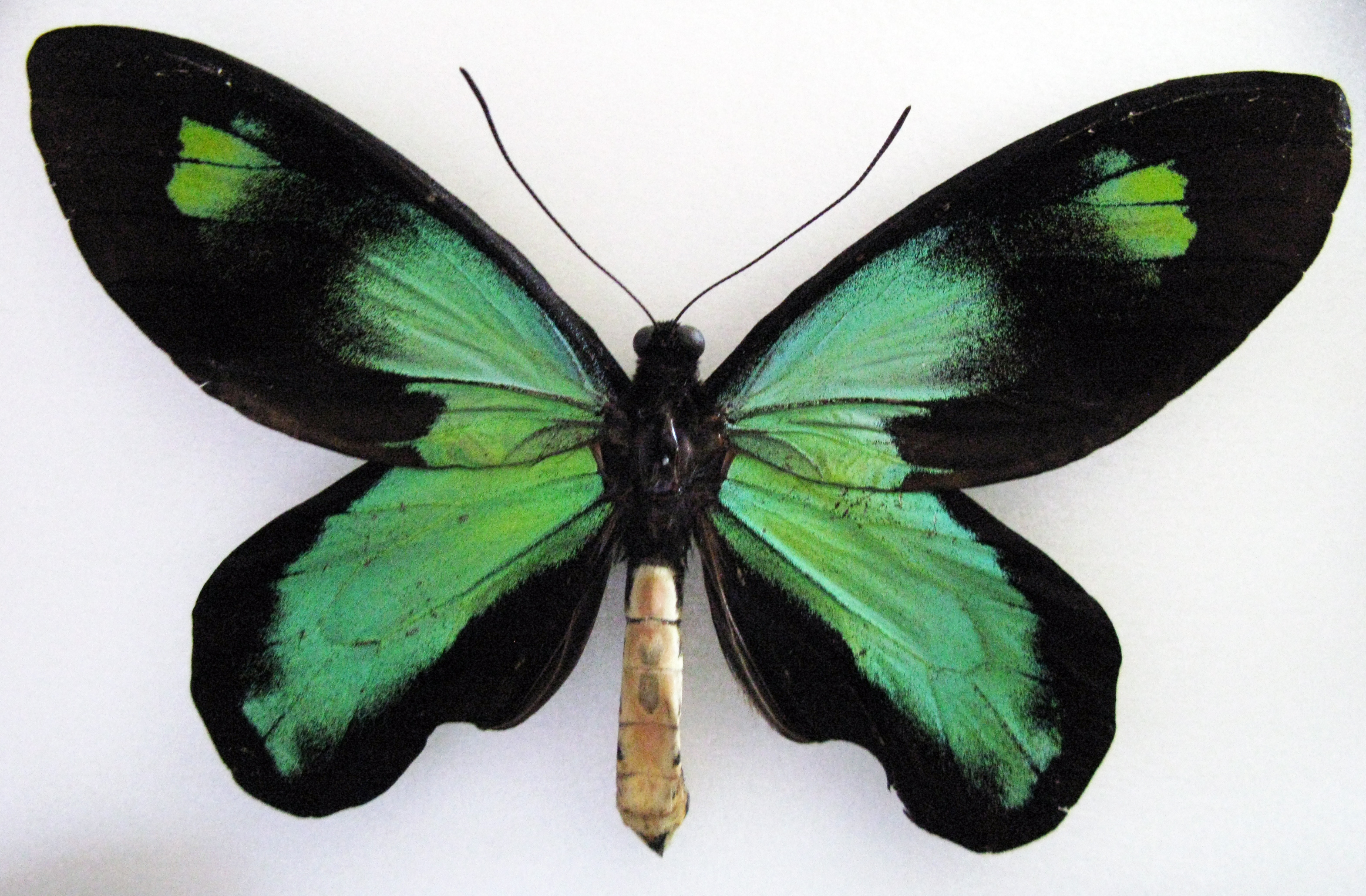
Самец Ornithoptera victoriae rubianus

Разобщённость вида морскими проливами привела к появлению островных подвидов, самцы которых различаются между собой размерами и числом жёлтых полей на передних крыльях..
- Ornithoptera victoriae victoriae Обитает на островах Гвадалканал, Тулаги.
- Ornithoptera victoriae archeri [Calderara, 1984] острова Сириванга, Шуазёль.
- Ornithoptera victoriae epiphanes [Schmid, 1970] Остров Сан-Кристобаль
- Ornithoptera victoriae isabellae [Rothschild & Jordan, 1901] Остров Санта Изабель.
- Ornithoptera victoriae maramasikensis [Morita, 2000] Остров Марамасике
- Ornithoptera victoriae reginae [Godman & Salvin, 1888] Остров Малаита. Самый крупный подвид. Отличается более обширным золотым полем при вершине переднего крыла, а также большим зачернением заднего крыла, по краю которого расположена цепочка небольших, чётких, ярких пятен[3].
- Ornithoptera victoriae regis [Rothschild, 1895] Острова Бугенвиль, Буин.
- Ornithoptera victoriae rubianus [Rothschild, 1904] Острова Рубиана, Калимбангара, Гизо, Рендова, группа островов Новая Джорджия. Окраска самца темнее, чем у других подвидов; его крылья лишены жёлтых пятен. Изумрудно-зелёный цвет сочетается с бархатисто-чёрным фоном; задние крылья обрамлены широкой чёрной каймой[3].

## Замечания по охране
Занесен в перечень чешуекрылых, экспорт, реэкспорт и импорт которых регулируется в соответствии с Конвенцией о международной торговле видами дикой фауны и флоры, находящимися под угрозой исчезновения (СИТЕС). Однако правительство Соломоновых Островов не подписывало соглашение СИТЕС.